# Нежихово
Нежихо̀во (на полски: Nieżychowo, [ɲeʐɨˈxɔvɔ]) е село във Великополско войводство, северозападна Полша. Населението му е 636 души (по преброяване от 2011 г.).
Разположено е до малко езеро в Средноевропейската равнина, на 28 km източно от Пила и на 57 km западно от Бидгошч.